# 塔拉法爾縣
塔拉法爾縣（葡萄牙語：Tarrafal）是西非島國佛得角的22個縣之一，位於背風群島的聖地亞哥島，首府設於塔拉法爾，面積112.4平方公里，主要經濟活動有商業、農業、漁業和旅遊業，2010年人口23,786。
15°16′59″N 23°46′00″W / 15.28306°N 23.76667°W